# Delfim (football)
 (mai 2017).
Pour les articles homonymes, voir Delfim.
Delfim José Fernandes Rola Teixeira dit Delfim, né le 5 février 1977 à Amarante, est un footballeur international portugais.

## Carrière
À son arrivée à l'OM en 2001, Bernard Tapie le présente comme le nouveau Didier Deschamps. En fait, dès son arrivée, l'international lusitanien occupe la plupart du temps l'infirmerie de la Commanderie. Redevenu opérationnel à l'automne 2004, après plusieurs opérations au dos et des mois d'absence, il termine la saison 2004-05 au Portugal afin de se relancer. En 3 saisons et demi, il n'a alors fait que 21 matchs sous le maillot blanc et certains le considèrent comme l'un des plus gros échecs de l'histoire récente de l'OM. 
Mais alors qu'on s'attend à ce qu'il soit de nouveau prêté, il arrive à convaincre Jean Fernandez, l'entraîneur de l'OM, de le conserver au début de la saison 2005-2006. Il devient très utile à l'équipe et honore finalement sa dernière année de contrat, terminant son cauchemar par une note positive. Remplaçant de luxe au poste de milieu relayeur, il fait preuve de qualités techniques honorables et mentales hors du commun, récompensées d'un superbe but en Coupe UEFA face au Dinamo Bucarest. 
Lors de l'été 2006, il s'engage avec le club suisse des Young Boys Berne. En Suisse, il devient un pion essentiel de l'équipe dirigée par le franco-allemand Gernot Rohr.
En janvier 2007, il retourne au Portugal, au Associação Naval 1º de Maio, et y reste jusqu'au mois de juin. Lors de l'été, faute de club, il participe aux stages UNFP, et s'engage finalement en septembre 2007 avec le club portugais de Naval, qu'il avait quitté au début de l'été.
Il signe lors de l'été 2008 avec le club de CD Trofense, alors promu en SuperLiga.

## Palmarès
- 1 sélection en équipe du Portugal lors de l'année 2000
- Champion du Portugal en 2000 avec le Sporting Clube de Portugal
- Finaliste de la Coupe du Portugal en 2000 avec le Sporting Clube de Portugal
- Vainqueur de la Coupe Intertoto en 2005 avec l'Olympique de Marseille

## Statistiques
| Saison              | Club                        | Pays     | Championnat       | Coupes d’Europe       | Sélection |
| ------------------- | --------------------------- | -------- | ----------------- | --------------------- | --------- |
| 1995 - 1996         | Boavista                    | Portugal | 2 matchs          | -                     | -         |
| 1996 - 1997         | Deportivo Aves (prêt)       | Portugal | 29 matchs/ 3 buts | -                     | -         |
| 1997 - 1998         | Boavista                    | Portugal | 14 matchs/ 1 but  | -                     | -         |
| 1998 - 1999         | Sporting Portugal           | Portugal | 32 matchs/ 3 buts | -                     | -         |
| 1999 - 2000         | Sporting Portugal           | Portugal | 17 matchs/ 3 buts | -                     | -         |
| 2000 - 2001         | Sporting Portugal           | Portugal | 10 matchs/ 1 but  | -                     | 1 match   |
| 2001 - 2002         | Olympique de Marseille      | France   | 18 matchs         | -                     | -         |
| 2002 - 2003         | Olympique de Marseille      | France   | 1 matchs          | -                     | -         |
| 2003 - 2004         | Olympique de Marseille      | France   | 0 matchs          | -                     | -         |
| 2004 - janvier 2005 | Olympique de Marseille      | France   | 0 matchs          | -                     | -         |
| janvier 2005-2005   | Moreirense FC (prêt)        | Portugal | 16 matchs         | -                     | -         |
| 2005 - 2006         | Olympique de Marseille      | France   | 13 matchs         | 6 matchs / 1 but (C3) | -         |
| 2006 - janvier 2007 | BSC Young Boys              | Suisse   | 10 matchs         | 2 matchs (C3)         | -         |
| janvier 2007 - 2007 | Associação Naval 1º de Maio | Portugal | 9 matchs          | -                     | -         |
| 2007 - 2008         | Associação Naval 1º de Maio | Portugal | 23 matchs         | -                     | -         |
| 2008 - 2009         | CD Trofense                 | Portugal | 20 matchs         | -                     | -         |

Dernière mise à jour le 9 octobre 2008